# Adolpho Hoirisch
Adolpho Hoirisch (Rio de Janeiro, 22 de maio de 1930) é um médico brasileiro.
Foi eleito membro da Academia Nacional de Medicina em 1988, ocupando a Cadeira 46, que tem Afrânio Peixoto como patrono. É atualmente membro emérito.